# Добродол (Ириг)
Добродол (мађ. Dobradó) је насеље у Србији у општини Ириг у Сремском округу. Према попису из 2022. било је 83 становника.

## Демографија
У насељу Добродол живи 90 пунолетних становника, а просечна старост становништва износи 36,3 година (34,8 код мушкараца и 38,1 код жена). У насељу има 42 домаћинства, а просечан број чланова по домаћинству је 3,02.
Ово насеље је углавном насељено Мађарима (према попису из 2002. године).
|  |

| Демографија | Демографија | Демографија |
| Година      | Становника  | Становника  |
| ----------- | ----------- | ----------- |
| 1948.       | 126         |             |
| 1953.       | 186         |             |
| 1961.       | 199         |             |
| 1971.       | 146         |             |
| 1981.       | 129         |             |
| 1991.       | 126         | 126         |
| 2002.       | 127         | 127         |

| Етнички састав према попису из 2002.‍ | Етнички састав према попису из 2002.‍ | Етнички састав према попису из 2002.‍ | Етнички састав према попису из 2002.‍ | Етнички састав према попису из 2002.‍ |
| ------------------------------------ | ------------------------------------ | ------------------------------------ | ------------------------------------ | ------------------------------------ |
|                                      |                                      |                                      |                                      |                                      |
| Мађари                               | Мађари                               |                                      | 96                                   | 75,59%                               |
| Југословени                          | Југословени                          |                                      | 13                                   | 10,23%                               |
| Хрвати                               | Хрвати                               |                                      | 4                                    | 3,14%                                |
| Срби                                 | Срби                                 |                                      | 3                                    | 2,36%                                |
| непознато                            | непознато                            |                                      | 11                                   | 8,66%                                |

| Година пописа     | 1948. | 1953. | 1961. | 1971. | 1981. | 1991. | 2002. |
| ----------------- | ----- | ----- | ----- | ----- | ----- | ----- | ----- |
| Број домаћинстава | 29    | 42    | 46    | 38    | 37    | 42    | 42    |

| Број чланова      | 1 | 2  | 3 | 4  | 5 | 6 | 7 | 8 | 9 | 10 и више | Просек |
| ----------------- | - | -- | - | -- | - | - | - | - | - | --------- | ------ |
| Број домаћинстава | 8 | 11 | 7 | 10 | 2 | 3 | 0 | 1 | 0 | 0         | 3,02   |

| Пол    | Укупно | Неожењен/Неудата | Ожењен/Удата | Удовац/Удовица | Разведен/Разведена | Непознато |
| ------ | ------ | ---------------- | ------------ | -------------- | ------------------ | --------- |
| Мушки  | 50     | 18               | 30           | 2              | 0                  | 0         |
| Женски | 46     | 5                | 31           | 10             | 0                  | 0         |
| УКУПНО | 96     | 23               | 61           | 12             | 0                  | 0         |

| Пол    | Укупно                    | Пољопривреда, лов и шумарство | Рибарство                            | Вађење руде и камена | Прерађивачка индустрија       |
| ------ | ------------------------- | ----------------------------- | ------------------------------------ | -------------------- | ----------------------------- |
| Мушки  | 41                        | 40                            | 0                                    | 0                    | 0                             |
| Женски | 22                        | 22                            | 0                                    | 0                    | 0                             |
| УКУПНО | 63                        | 62                            | 0                                    | 0                    | 0                             |
| Пол    | Производња и снабдевање   | Грађевинарство                | Трговина                             | Хотели и ресторани   | Саобраћај, складиштење и везе |
| Мушки  | 0                         | 0                             | 0                                    | 0                    | 0                             |
| Женски | 0                         | 0                             | 0                                    | 0                    | 0                             |
| УКУПНО | 0                         | 0                             | 0                                    | 0                    | 0                             |
| Пол    | Финансијско посредовање   | Некретнине                    | Државна управа и одбрана             | Образовање           | Здравствени и социјални рад   |
| Мушки  | 0                         | 0                             | 0                                    | 1                    | 0                             |
| Женски | 0                         | 0                             | 0                                    | 0                    | 0                             |
| УКУПНО | 0                         | 0                             | 0                                    | 1                    | 0                             |
| Пол    | Остале услужне активности | Приватна домаћинства          | Екстериторијалне организације и тела | Непознато            | Непознато                     |
| Мушки  | 0                         | 0                             | 0                                    | 0                    | 0                             |
| Женски | 0                         | 0                             | 0                                    | 0                    | 0                             |
| УКУПНО | 0                         | 0                             | 0                                    | 0                    | 0                             |